# William Deming
William Edwards Deming (Sioux City, Iowa, 14 d'octubre de 1900 - Washington, D.C., 20 de desembre de 1993) va ser un estadístic nord-americà, professor universitari, autor de diversos llibres, consultor i difusor del concepte de qualitat total.
El seu nom està associat al desenvolupament i creixement del Japó després de la Segona Guerra Mundial. La seva obra principal és "Quality Productivity and Competitive Position, Out of the Crisis" (1986).
Les idees de Deming es recullen en els Catorze Punts i Set Malalties de la Gerència, en els que afirma que tot procés és variable i com menor sigui la variabilitat d'aquest, major serà la qualitat del producte o servei resultant. En cada procés es poden generar dos tipus de variacions o desviacions amb relació a l'objectiu marcat inicialment: variacions comuns i variacions especials. Només tenint present aquesta distinció és possible aconseguir la qualitat.
Les variacions comunes estan permanentment presents en qualsevol procés a conseqüència del seu disseny i de les seves condicions de funcionament, generant un patró homogeni de variabilitat que es pot predir i, per tant, controlar. Les variacions assignables o especials tenen, per la seva banda, un caràcter esporàdic i puntual provocant anomalies i defectes en la fabricació perfectament definits, quan es coneix la causa que origina aquest tipus de defecte i, per tant, es poden eliminar corregint la causa que les genera. L'objectiu principal del control estadístic de processos és detectar les causes assignables de variabilitat de manera que l'única font de variabilitat del procés sigui la deguda a causes comuns o no assignables, és a dir, purament aleatòries.

## Biografia
William Edwards Deming va néixer a Sioux City, Iowa però la seva família es va mudar a Powell, Wyoming quan Deming tenia set anys. Deming va marxar de Powell amb 17 anys cap Laraman, a la Universitat de Wyoming, on va acabar la carrera en 1921 amb un BS en Enginyeria eléctrica; el 1925 va obtenir el mestratge en Física i Matemàtiques a la Universitat de Colorado i el 1928 va obtenir el doctorat en Física per la Universitat Yale on va ser contractat com a professor.
Posteriorment va treballar per al Departament d'Agricultura a Washington DC i com a conseller estadístic per a l'Oficina del Cens dels Estats Units. Durant aquest període Deming va descobrir els treballs sobre control estadístic de processos creat per Walter A. Shewhart que treballava a Bell Laboratories d'AT & T i que van ser la base de les seves idees, idees que, tot sigui dit, van passar desapercebudes als Estats Units.
Durant la Segona Guerra Mundial el Govern dels Estats Units li va encomanar la tasca de millorar la qualitat de les fàbriques d'armament. En aquells moments la mà d'obra de la qual es disposava eren exclusivament dones, ja que els homes eren a l'exèrcit, i la gran majoria d'elles mai havia treballat. Deming va aconseguir que l'armament i material bèl·lic fora de la millor qualitat possible en aquella època, superant fins i tot la dels alemanys.
Al final de la guerra, al Japó s'estava prestant molta atenció a les tècniques de Shewhart, cosa que no es feia als Estats Units, i com a part dels esforços de reconstrucció del Japó van buscar un expert per ensenyar el control estadístic. El 1950 la Japanese Union of Scientists and Engineers (JUSE) va convidar a Deming a Tòquio per impartir xerrades sobre control estadístic de processos. Entre juny i agost de 1950 Deming forma a centenars d'enginyers, directius i estudiants en el control estadístic dels processos (SPC) i els conceptes de qualitat. Les seves conferències van ser copiades, editades i impreses en japonés i es van vendre milers de còpies.
Els japonesos van pretendre pagar-li els drets d'autor, però Deming va rebutjar l'oferta proposant emprar els diners a crear un premi per a les empreses que demostressin un comportament exemplar en la millora de qualitat. Les companyies japoneses van afegir fons i avui el Premi Deming és considerat com el més important entre els premis a la qualitat. S'entrega, un cop l'any, a l'empresa que hagi realitzat el major avanç en qualitat, sobre la base d'estàndards tan exigents que sobrepassen àmpliament l'ISO 9000 o qualsevol altre estàndard d'aquest tipus. Per aquesta raó els japonesos anomenen a Deming "El pare de la tercera revolució industrial". Aquest renom és just, ja que els va demostrar que quan la qualitat es persegueix sense descans, s'optimitzen els recursos i es baixen els costos, es conquista el mercat, anant en contra de les teories econòmiques clàssiques segons les quals les polítiques econòmiques adoptades pel Japó eren un error.

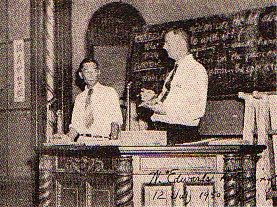
Deming al Japó, 1950.

La principal contribució de Deming als processos de qualitat al Japó és el control estadístic de procés, que és un llenguatge matemàtic amb el qual els administradors i operadors poden entendre "el que les màquines diuen". Les variacions del procés afecten el compliment de la qualitat promesa. Amb l'aplicació d'aquest control van observar que els resultats van ser encoratjadors, indicant que efectivament la productivitat progressa en reduir la variació. A partir d'aquests resultats, la següent reacció en cadena va quedar gravada al Japó com un estil de vida i va arribar a estar a totes les pissarres de totes les reunions amb els directius japonesos des de 1950 en endavant:
La millora de la qualitat portava a una reducció dels costos a causa que hi ha menys reprocessaments, errors i retards; es fa servir millor el temps-màquina i els materials. Això porta a una millora de la productivitat a través de la conquesta del mercat amb una millor qualitat i un preu menor, fet que permet mantenir el negoci i la creació de més treball.
Un cop adoptada aquesta reacció en cadena, tots els directius del Japó tenien un objectiu comú: la qualitat. Com que no hi havia pressió per aconseguir dividends, la recerca de la qualitat es va convertir en un ferm enllaç entre la direcció i els operaris.
Deming va presentar el cicle PDCA (“Plan, Do, Control, Act”), planejar, fer, verificar, actuar en els anys 50 al Japó, encara que va assenyalar que el creador d'aquest concepte va ser W. Shewhart, qui ho va fer públic en 1939, per la qual cosa també es denomina indistintament "Cicle de Shewhart" o "Cicle de Deming". Al Japó el cicle PDCA ha estat utilitzat des del seu inici com una metodologia de millora contínua i s'aplica a tota mena de situacions. Posteriorment, els nord-americans, davant l'empenta de la indústria japonesa, van recuperar aquests conceptes que els havien passat desapercebuts en la figura del mateix Deming i del seu condeixeble més avantatjat, Malcolm Baldrige.

## Els 14 punts de Deming
Els 14 punts de Deming van ser la base per a la modificació de la indústria americana. L'adopció i actuació sobre els 14 punts és un senyal que la direcció té la intenció de romandre en el negoci i apunta a protegir els inversors i els llocs de treball. Serveixen en qualsevol situació, tant en les petites companyies com en les més grans, en les empreses de serveis i en les dedicades a la fabricació.
Els punts es van presentar per primera vegada en el seu llibre “Out of the Crisis” (“Sortir de la Crisi”) i són els següents:
1. Crear una constància en la millora de productes i serveis, amb l'objectiu de ser competitiu i mantenir el negoci i proporcionar llocs de treball.
2. Adoptar una nova filosofia de cooperació en la qual tots es beneficien i posar-la en pràctica mostrant-la als empleats, clients i proveïdors.
3. Abandonar la dependència de la inspecció en massa per aconseguir qualitat. En lloc d'això, millorar el procés i incloure en el producte la qualitat des de bon començament.
4. Eliminar la pràctica de comprar als preus més baixos. En lloc d'això, minimitzar el cost total a llarg termini. Cercar tenir un sol proveïdor per a cada ítem, basant-se en una continuada relació de lleialtat i confiança.
5. Millorar constantment i per sempre els sistemes de producció, servei i planificació de qualsevol activitat. Això millora la qualitat i la productivitat, reduint constantment els costos.
6. Introduir la formació i l'entrenament dins del treball (capacitació).
7. Establir líders, reconeixent les seves diferents habilitats, capacitats i aspiracions. L'objectiu del supervisor hauria de ser ajudar a la gent, les màquines i els dispositius a realitzar el seu treball.
8. Eliminar la por i fomentar la confiança, d'aquesta manera tothom podrà treballar més eficientment.
9. Eliminar les barreres entre els departaments. Abolir la competició i construir un sistema de cooperació basat en el mutu benefici que abasti tota l'organització.
10. Eliminar eslògans, exhortacions i metes demanant zero defectes o nous nivells de productivitat. Aquestes exhortacions només creen relacions de rivalitat. La principal causa de la baixa qualitat i de la baixa productivitat resideix en el sistema i aquest va més enllà del poder de la força del treball.
11. Eliminar quotes numèriques i la gestió per objectius.
12. Eliminar barreres per apreciar la mà d'obra i els elements que priven a la gent de l'alegria en el seu treball. Això inclou eliminar les avaluacions anuals o el sistema de mèrits que dona premis a la gent i creen competició i conflictes.
13. Instituir un programa vigorós d'educació i millora.
14. Posar a tots els membres de la companyia a treballar per dur a terme la transformació. La transformació és treball de tots.

## Les 7 malalties mortals de la gerència
Els 14 punts de Deming suposen una transformació en les organitzacions, però, juntament amb aquesta transformació apareixen les anomenades 7 malalties mortals de la gerència que s'oposen al canvi. Hi ha malalties i obstacles, la diferència entre tots dos es deu a la dificultat d'erradicació, i la gravetat del dany que provoquen. Les set malalties són:
1. Manca de constància en els propòsits. Les empreses solen centrar-se en els dividends en lloc de la fer-ho en la millora contínua dels processos, productes i serveis.
2. Èmfasi en els guanys a curt termini i els dividends immediats. Centrar-se en els beneficis a curt termini porta al fracàs en la constància per l'assoliment dels objectius i el creixement a llarg termini.
3. Avaluació per rendiment, classificació per mèrits o revisió anual de resultats. L'avaluació del comportament a través de la qualificació per mèrits està centrada en el producte final i no en el lideratge per ajudar a la gent. Es destrueix el treball en equip i augmenta la rivalitat.
4. Mobilitat dels executius. El canvi dels executius fa que els directius no es comprometin amb la qualitat i productivitat. Aquesta mobilitat porta a crear una mala supervisió i una dolenta gestió.
5. Gerència de la companyia basant-se només en les xifres visibles. Les companyies que se centren únicament en les xifres o dades numèriques, deixen de banda altres aspectes importants a tenir en compte.
6. Costos mèdics excessius. Costos addicionals que ha d'afrontar les companyies per aspectes relacionats amb la salut i l'atenció, com ara els dies de baixa. L'increment de malalties i accidents poden portar a unes majors despeses per a la companyia.
7. Cost excessiu de garanties. Costos excessius de responsabilitat, inflats pels assessors que treballen per minuts.

En una “categoria inferior” es poden situar els obstacles que inclouen:
1. Descuidar la planificació a llarg termini. Cercar resultats immediats, és a dir, considerar que la millora de la qualitat i la productivitat s'aconsegueixen instantàniament per mitjà d'un acte de fe.
2. Confiar només en la tecnologia per resoldre problemes. La suposició que resolent els problemes, l'automatització i nova maquinària, transformarà la indústria.
3. Buscar exemples a seguir en lloc de desenvolupar solucions. La millora de la qualitat es pot traslladar a diferents problemes i circumstàncies, però cap exemple amb bons o dolents resultats en relació amb la qualitat i productivitat podrà assegurar l'èxit en la seva companyia.
4. Excuses com ara "els nostres problemes són diferents”. La direcció de l'empresa s'excusa indicant que els seus propis problemes són diferents als d'altres companyies.
5. Considerar que els estudiants que acaben de sortir d'escoles empresarials estan preparats per ocupar llocs de responsabilitat, que poden ser ja gestors d'una organització.
6. Confiança en el departament de control de qualitat en lloc de tenir-la en els gestors, supervisors, gerents de compres i treballadors. Considerar que el departament de control de qualitat és qui ha de fer-se càrrec de tots els problemes de la qualitat sense tenir en compte la importància que suposa la participació dels directors, supervisors, caps de compra i treballadors.
7. Culpar els treballadors, que només són responsables del 15% dels errors, mentre el sistema desitjat pels gerents és responsable del 85%, de les conseqüències indesitjables. Creure que no existirien problemes en la producció si els treballadors únicament se centressin a fer la seva feina de la manera en què se'ls hi va especificar que havien de fer-la.
8. Confiar en la inspecció de la qualitat en lloc de millorar la qualitat del producte. Centrar-se únicament en la millora dels processos i la inspecció de la qualitat en lloc de millorar també constantment el disseny i la qualitat dels productes.

## Guardons
Deming va rebre molts reconeixements i premis entre els la Medalla Shewhart de l'American Society for Quality Control el 1956 i el premi Samuel S. Wilks de l'American Statistical Association el 1983.
El 1960, el primer ministre japonès (Nobusuke Kishi), en nom de l'Emperador Hirohito, va entregar a Deming la Japan's Order of the Sacred Treasure de segona classe.
El 1980 l'American Statistical Association va establir el premi anual Deming per a la millora de la qualitat i la productivitat.
El 1987 el President Ronald Reagan li va concedir la National Medal of Tecnology. L'any següent, va rebre el premi “Distinguished Career in Science” de la National Academy of Sciences.
W. Edwards Deming va ser escollit el 1983 membre de l'Acadèmia Nacional d'Enginyeria i se li han concedit els doctorats honoris causa en Dret i en Ciències per la University of Wyoming, Rivier College, Oregon State University, Ohio State University, University of Maryland, el Clarkson College of Technology i la George Washington University.